# .ng
.ng為奈及利亞國家及地區頂級域（ccTLD）的域名。該域名於1995年3月15日啟用。截至2018年1月，70%的尼日利亞網站使用.com.ng域名，17%網站使用.ng域名，尽管該域名長度较短，但該域名注册成本是.com.ng 的数倍。而通常由非营利组织使用的.org.ng域名排名第三（7%）。

## 外部連結
- IANA .ng whois information（页面存档备份，存于）
- .ng domain registration website